# BSデジタル号がゆく!〜ブルートレイン 九州一周の旅〜
『BSデジタル号がゆく!〜ブルートレイン 九州一周の旅〜』（ビーエスデジタルごうがゆく ブルートレインきゅうしゅういっしゅうのたび）は、NHK BShiで、2010年9月4日、5日に九州各地および、九州を一周した臨時列車「BSデジタル号」車内から生放送された鉄道番組である。門司港駅をキーステーションとして使用。

## 放送時間
BS-hiでの放送時間は下記の通り。
- 9月4日
  - 第1部：SLが行く! 
9時 - 12時30分
  - 第2部：鉄道をあじわう!
14時30分 - 17時
- 9月5日
  - 第3部：旅をデザインする!
9時30分 - 11時54分
  - 第4部：鉄道を愉しむ!
13時 - 16時30分

一部時間では地上波総合、BS1・BS2でも放送が行われた。
- 9月4日
9時 - 9時50分（BS1）
9時 - 9時50分、10時5分 - 11時13分（総合、九州地方のみ）
12時40分 - 12時45分（総合、全国）
14時30分 - 17時（BS2）
- 9月5日
10時5分 - 11時54分（BS2）
10時5分 - 10時48分（総合、九州地方のみ）

## 出演者
門司港駅
- 黒崎めぐみ - NHKアナウンサー（総合司会）
- 遠藤章造 - お笑い芸人（ココリコ、司会）
- 向谷実 - ミュージシャン（カシオペア＝当時）
- 木村裕子 - 鉄道アイドル
- KI・O・KU（花井悠希、松浦梨紗、長篠央子）- クラシック ユニット（9月5日のみ）
  - イベント会場（BSデジタルステーション）での出演は9月4日、5日

- 中西圭三 - シンガーソングライター（9月5日、番組内ライブ）

鹿児島中央駅
- 吉田真人 - NHK鹿児島放送局アナウンサー
- 愛華みれ - 俳優
- 立川真司 - 鉄道ものまね芸人
- 中井精也 - 鉄道写真家（9月4日のみ）
- 水戸岡鋭治 - インダストリアルデザイナー、JR九州デザイン顧問（9月5日のみ）

BSデジタル号車内
- 永井伸一 - NHKアナウンサー
- 桜井せな - 鉄道アイドル
- 宍戸開 - 俳優・写真家

## 臨時列車「BSデジタル号」

### 運行経路
鹿児島本線 - 肥薩線 - 日豊本線 - 久大本線 - 日田彦山線 - 日豊本線 - 鹿児島本線経由で運行した。なお、放送は9月4日からであるが、列車は3日に門司港から熊本までの運行でスタートした。また、鹿児島中央から大分にかけては夜行となっている。テレビ放送のための列車ではあるが、一般客も熊本発門司港行の有料ツアー参加の形態で乗車が出来た。

### 停車駅
- 門司港駅
- 熊本駅
- 新八代駅
- 一勝地駅
- 人吉駅
- 大畑駅
- 矢岳駅
- 真幸駅
- 鹿児島中央駅
- 大分駅
- 由布院駅
- 豊後森駅
- 大行司駅
- 田川伊田駅
- 採銅所駅

### 使用車両

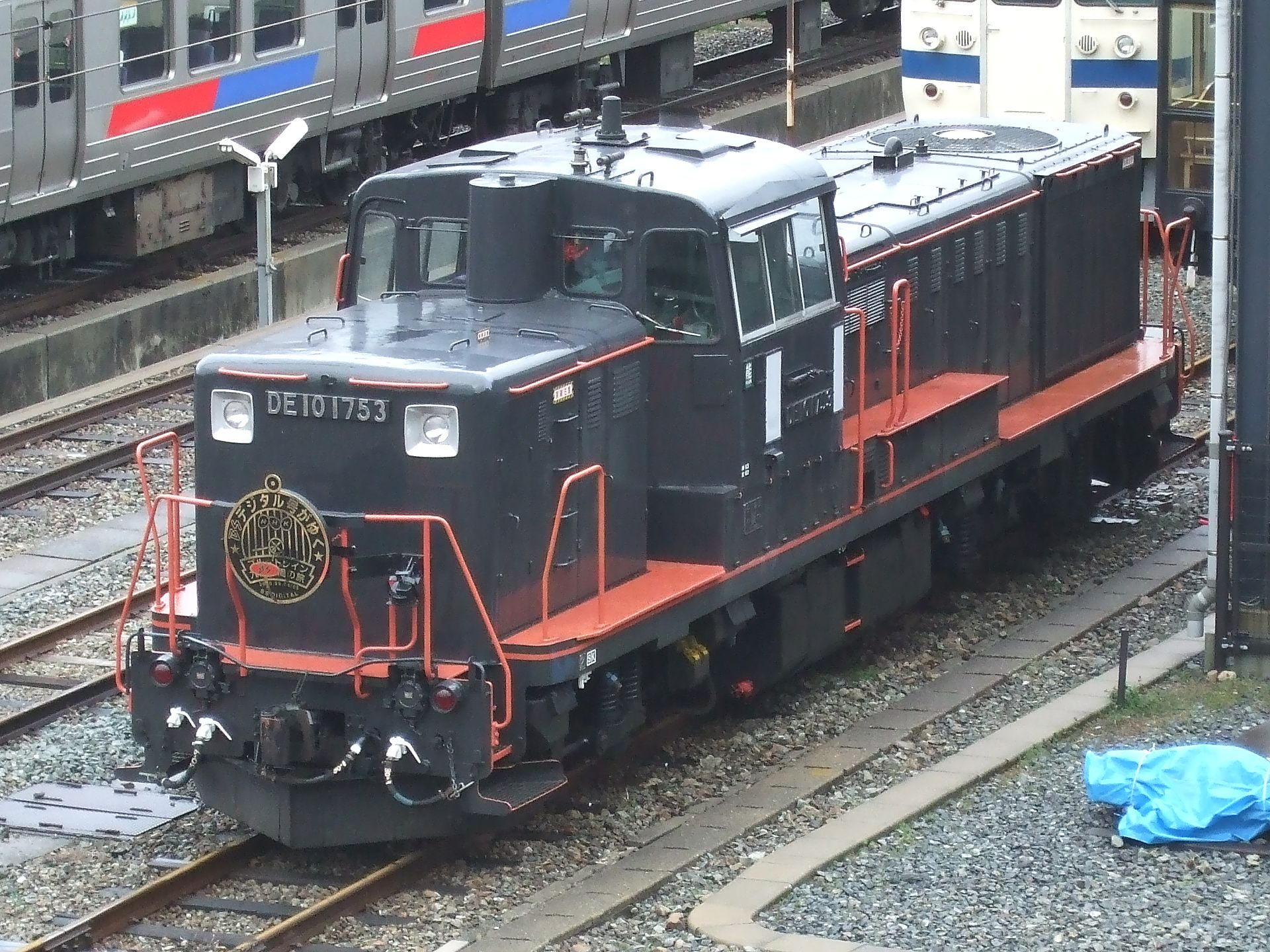
DE10 1753

熊本車両センターが担当し、客車は14系寝台客車3両（スハネフ14 101、オハネ15 4、スハネフ14 11）を使用。門司港 - 熊本（3日）はDE10 1195号機が牽引。熊本 - 人吉（4日）は『SL人吉』で使用される58654号機が牽引。人吉 - 鹿児島中央 - 大分 - 門司港（4・5日）はDE10 1753号機が牽引した。この関係で9月4日のSL人吉は下りのみ運休となり、上り列車で使用するSL人吉用の50系客車はDE10 1753号機の牽引で人吉まで送り込み回送した。DE10 1753号機はこの列車のために黒系のオリジナル塗装に変更され、また58654号機ともども水戸岡鋭治デザインのヘッドマークが用意された。

## 関連番組
- 絶景九州（ワンセグ2、10回シリーズ）
- BSデジタル大紀行 ぐるっと九州絶景旅
- SL人吉が走る